# Маринер 5
Маринер 5 била је пета летелица из америчког Маринер програма послата ка Венери да истражи њену атмосферу. Још неки од њених објектива били су истраживање магнетног поља Венре, наелектрисаних честица, плазме са Сунца и радио и ултраљубичастог зрачења близу Венере. Маринер 5 заправо не представљао резервну летелицу у случају да Маринер 4 мисија не успе. Касније је модификована за сопствену мисију. Камере су уклоњене а додата је термална изолација и смањена је величина соларних панела тако да је летелица била прилагођенија да истражује Венеру а не Марс, како је претходно било планирано.
Маринер 5 је ка Венери кренуо 14. јуна 1967. године лансиран на старом моделу ракете Atlas LV-3 Agena-D. До планете је стигао 19. октобра. Са мале удаљености (3990 километара, најмање до тад) и са сензитивнијим инструментима него његов претходник Маринер 2, Маринер 5 на Земљу је вратио прецизније и квалитетније снимке него икада. Потврђена је претпоставка о густој атмосфери планете и њеној веома врућој површини.
Мисија Маринера 5 завршена је у новембру 1967. и летелица је остала да у хелиоцентричној орбити.
Покушало се поново контактирати са летелицом након што је изгубљена у новембру 1967. године, али неуспело. Један од покушаја био је у априлу а затим у јулу, августу и новембру 1968. године када је НАСА покушала да успостави контакт са летелицом да би наставила са истраживањем Венере и међупланетарног простора али летелица није давала никакве знаке живота. Покушало се и са успостављањем контакта са Маринером 4 али је и то било неуспело.
Сигнал са Маринера 5 добијен је у 14. октобра али на неочекиваној таласној дужини. Поред тога, неочекивано је било што се таласна дужина сигнала мењала. Али, када су издате команде летелици, она није одговарала. Овако, није било могућности да се дозна квар, нити да се поправи. Са тражењем сигнала званично је прекинуто 5. новембра 1968. године у 07:46 GMT када је сигнал поново изгубљен.

## Инструменти
- магнетометар
- детектор плазме
- детектор космичких зрака
- детектор међупланетарне прашине
- Детектор наелектрисаних честица